# Władysław III węgierski
Władysław III (węg. III. László) (ur. ok. 1200, zm. 7 maja 1205) – król Węgier i Chorwacji od 1204 z dynastii Arpadów.
Syn króla Emeryka i Konstancji Aragońskiej, córki Alfonsa II, króla Aragonii.
Władysław został koronowany w roku 1204 jeszcze za życia swojego ojca. Emeryk przed śmiercią wyznaczył na opiekuna Władysława swojego brata, Andrzeja. Gdy Emeryk zmarł 30 listopada 1204, Andrzej II postanowił zdobyć tron.
Władysław razem z matką uciekł na dwór Leopolda VI, księcia austriackiego. Konstancja zabrała ze sobą koronę królewską. Andrzej II planował inwazję na Austrię w celu odzyskania korony.
Do najazdu nie doszło, gdyż Władysław III zmarł w maju 1205 roku. Został pochowany w katedrze w Székesfehérvár na Węgrzech. Jego matka nigdy nie powróciła na Węgry, wyszła ponownie za mąż za cesarza Fryderyka II Hohenstaufa.
| 4. Bela III            |  |                         |  |  |                  |
|                        |  | 2. Emeryk               |  |  |                  |
| 5. Agnieszka           |  |                         |  |  |                  |
|                        |  |                         |  |  | 1. Władysław III |
| 6. Alfons II Aragoński |  |                         |  |  |                  |
|                        |  | 3. Konstancja Aragońska |  |  |                  |
| 7. Sancha Kastylijska  |  |                         |  |  |                  |
|                        |  |                         |  |  |                  |